# Delta (Rijeka)

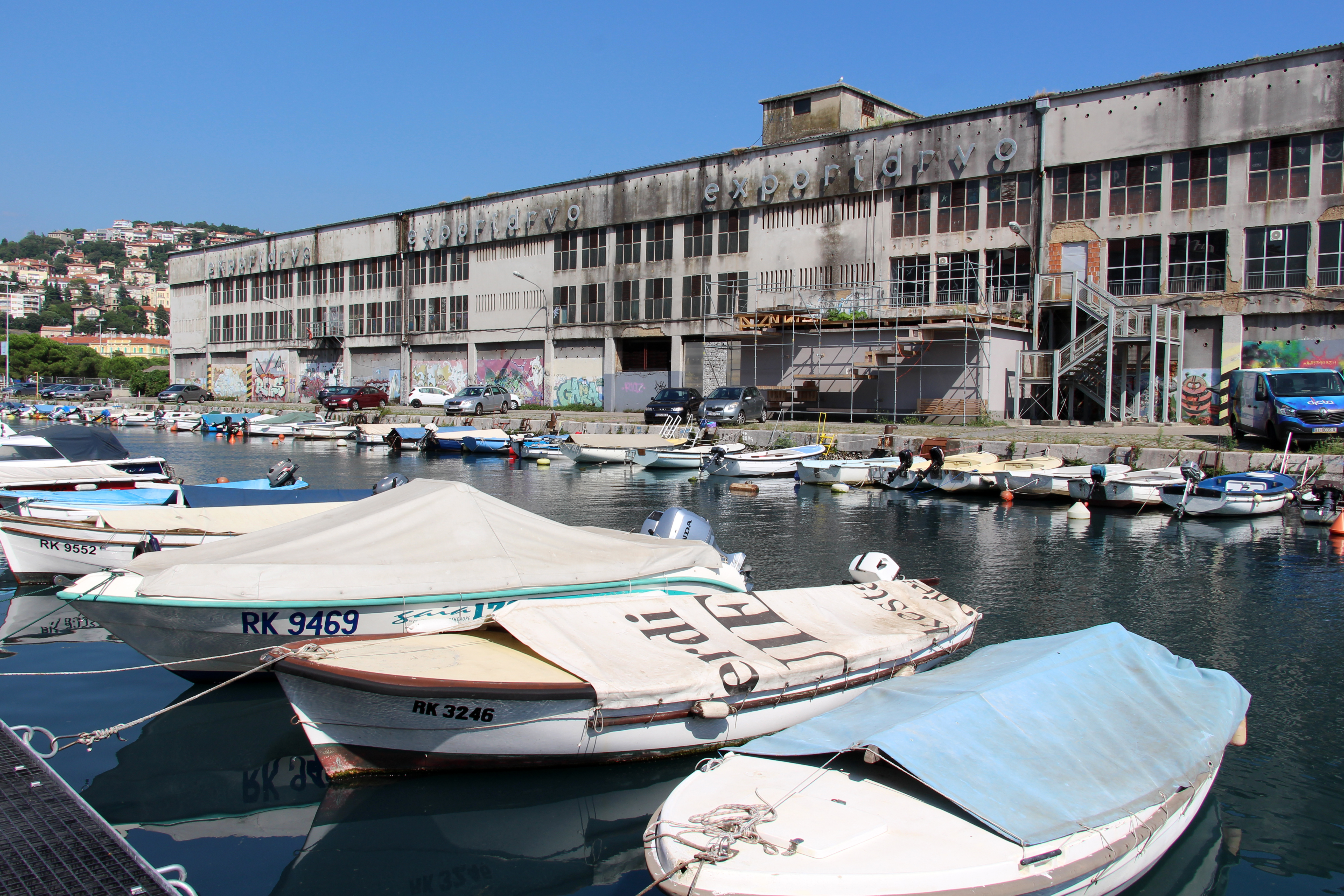
Mrtvý kanál a skladiště v Deltě.

Delta je název pro lokalitu v chorvatském městě Rijeka. Jedná se o ústí řeky Rječina do Jaderského moře, umístěna je mezi samotným středem města a původně samostatnou obcí Sušak. 
Vymezena je z východní strany řekou Rječinou a ze strany západní potom jejím slepým ramenem (Mrtvý kanál). 
Oblast je přibližěn trojúhelníkového tvaru a slouží víceméně jako skladiště, přístavy a logistické areály přilehlého přístavu. Vede sem i vlečka ze železniční trati. Svůj sklad zde má např. společnost Exportdrvo. Přes Deltu prochází i rušná třída Hinka Bacića západo-východním směrem. S městem ji spojuje několik mostů.
V oblasti se nachází několik menších parků a památníků. Na severní straně je nápadný pamáník Osvobození Rijeky (chorvatsky Oslobođenje Rijeke).
Město Rijeka vnímá tuto oblast jako tzv. brownfield a předpokládá jeho rozvoj v podobě nové výstavby.